# Super Bowl XVI
Der Super Bowl XVI war der 16. Super Bowl der National Football League (NFL). Am 24. Januar 1982 standen sich die San Francisco 49ers und die Cincinnati Bengals im Pontiac Silverdome in Pontiac, Michigan, gegenüber. Sieger waren die San Francisco 49ers bei einem Endstand von 26:21. San Franciscos Quarterback Joe Montana, der 14 von 22 Pässen für 157 Yards und einen Touchdown komplettierte und einen Touchdown erlief, wurde zum Super Bowl MVP gewählt.

## Spielverlauf
Das Spiel begann mit dem ersten Lauftouchdown eines Quarterbacks in der Geschichte des Super Bowls. Im zweiten Viertel folgten ein elf Yards langer Touchdownpass Montanas an Earl Cooper und zwei Field Goals Ray Werschings für die 49ers. Das Spiel galt bei einem Zwischenstand von 20:0 für die vorher nur sehr schwach favorisierten San Francisco 49ers in der Halbzeit schon für entschieden. In der zweiten Spielhälfte liefen die Bengals jedoch zu Hochformen auf und machten zwei Touchdowns zum Zwischenstand von 20:14. Danach folgten jedoch zwei weitere Field Goals der 49ers, welche die Bengals auch mit einem weiteren Touchdown nicht mehr ausgleichen konnten, deshalb verloren sie bei einem Endstand von 26:21.

## Schiedsrichter
Hauptschiedsrichter des Spiels war Pat Haggerty. Er wurde unterstützt vom Umpire Al Conway, Head Linesman Jerry Bergman, Line Judge Bob Beeks, Field Judge Don Hakes, Back Judge Bill Swanson und Side Judge Bob Rice.